# 오미규
오우미규(近江牛)는 일본 시가현이 원산지인 와규(일본 쇠고기)이다. 오우미는 시가현의 전신인 오우미국을 의미한다. 오우미규는 일반적으로 고베 비프, 마쓰사카규와 함께 3대 브랜드로 꼽힌다.
오우미규는 일본에서 가장 오래된 쇠고기 브랜드로 알려져 있다. 아즈치모모야마 시대에는 오우미 국과 관련된 다카야마 우콘이 무장들에게 쇠고기를 대접했다. 에도 시대에는 히코네번에서 된장에 절인 쇠고기를 지탱약으로 도쿠가와 막부에 기증했다. 1880년대 오우미규는 고베항을 통해 도쿄로 운송되었기 때문에 "고베규"로 판매되었고, 시가와 도쿄를 잇는 철도인 도카이도 본선이 완성된 이후 점차적으로 "오우미규" 브랜드가 확립되었다.